# Moenkhausia collettii
Moenkhausia collettii é uma espécie de peixe sul-americano de água doce.